# Alessandro Frosini
Alessandro Frosini, né le 22 septembre 1972 à Sienne, en Italie, est un joueur italien de basket-ball, évoluant au poste de pivot.

## Biographie

### Carrière sportive
Alessandro Frosini est né à Sienne, ville où il a également joué dans toutes les équipes de jeunes, et a grandi à Castelnuovo Berardenga, avant d'être acquis par le Scaligera Basket Vérone, où il a fait ses débuts à 18 ans et marqué ses premiers points en carrière.
Il était une présence intimidante dans la peinture, surtout en défense, où il fut un excellent bloqueur malgré sa taille. Sur le plan offensif, il possède un excellent jeu sous le panier et un tir doux qui le rend dangereux même à moyenne distance. Ses capacités naturelles de leader et la grande expérience accumulée dans le championnat italien faisaient de lui un atout précieux pour son équipe.
De 1994 à 2003, il a été un élément précieux pour les deux équipes de Bologne, d'abord Fortitudo et surtout Virtus ensuite : en noir et blanc, il a laissé des souvenirs indélébiles, notamment ceux de la saison 2000-2001 au cours de laquelle l'équipe a remporté le Grand Chelem (Scudetto, Coupe d'Italie et Euroligue). Il a ensuite joué pendant deux ans avec Scavolini Pesaro, puis, avec la faillite du club, il a atterri à Biella.
En 2007, il descend au championnat Legadue avec le transfert à la Juvecaserta Basket, avec laquelle il obtient la promotion en Serie A et le maintien l'année suivante, cette dernière avec le rang de capitaine de l'équipe de Caserta. Il a passé les deux dernières saisons de sa carrière de joueur en Legadue avec les couleurs du Pallacanestro Reggiana.

### Reconversion professionnelle
C'est au sein du Pallacanestro Reggiana que Frosini a commencé sa carrière de manager : en 2011, il a assumé le rôle de directeur sportif, poste qu'il a occupé jusqu'en juin 2020. Le 17 février 2021, il est officiellement devenu le nouveau directeur sportif de Scaligera Verona, son ancien club en tant que joueur. En juillet 2022, il change de fonction au sein de l'équipe, devenant directeur général.

### Palmarès
- Vainqueur de l'Euroligue 1997-1998 (Kinder Bologne)
- Vainqueur de l'Euroligue 2000-2001 (Kinder Bologne)
- Champion d'Italie 1998 et 2001 (Kinder Bologne)
- Vainqueur de la Coupe d'Italie 1991 (Vérone), 1999, 2001 et 2002 (Kinder Bologne)
- Finaliste du Championnat d'Europe 1997
- Finaliste du Championnat d'Europe 1999